# Nova Rača
Nova Rača (stariji nazivi: Racha i Ratcha) često znana i kao samo Rača je općina u geografskom središtu Bjelovarsko-bilogorske županije.

## Zemljopis
Kraljolik Nove Rače je pretežito brežuljkasto-ravničarski kraj bez viših uzvisina, zimi pušu jaki vjetrovi, te su česti i mrazevi.Zbog položaja Nove Rače uz bivši močvarni prostor kroz općinu prolazi veći broj potoka i umjetnih kanala. Kroz Novu Raču protječe rijeka Račačka koja se ulijeva u obližnju Česmu. 
Umjereno kontinentalna klima, hladne zime, topla ljeta i pretežno povoljan raspored oborina. 
Srednja mjesečna i godišnja temperatura je 10,00 °C.
Relativna vlaga od 72% do 90%.
Snijeg može pasti od listopada do travnja, najviše ga ima u siječnju i veljači. Tuče najviše ima u lipnju i srpnju. Magla je najintenzivnija u listopadu i studenom. 
Dan općine je 20. travnja.

## Stanovništvo
U općini je 13 naselja: Bedenik, Bulinac, Dautan, Drljanovac, Kozarevac Račanski, Međurača, Nevinac, Nova Rača, Orlovac, Sasovac, Slovinska Kovačica, Stara Rača i Tociljevac.
Općina Nova Rača je po popisu stanovništva 2011. godine na površini od 92,73 km2 imala 3433 stanovnika, što predstavlja 2,87% od ukupnog broja stanovnika Bjelovarsko-bilogorska županije, odnosno 0,08% od ukupnog broja stanovnika Hrvatske. Gustoća naseljenosti u Novoj Rači je 37 stanovnika/km2.

### Nova Rača (naseljeno mjesto)
- 2011. – 469
- 2001. – 534
- 1991. – 570 (Hrvati – 518, Jugoslaveni – 23, Srbi – 13, ostali – 16)
- 1981. – 630 (Hrvati – 550, Jugoslaveni – 41, Srbi – 27, ostali – 12)
- 1971. – 706 (Hrvati – 630, Srbi – 55, Jugoslaveni – 12, ostali – 9)

| broj stanovnika | 5361  | 5919  | 5894  | 6307  | 6762  | 7447  | 7198  | 6482  | 6573  | 6664  | 6483  | 5705  | 4882  | 4520  | 4077  | 3433  | 2756  |
|                 | 1857. | 1869. | 1880. | 1890. | 1900. | 1910. | 1921. | 1931. | 1948. | 1953. | 1961. | 1971. | 1981. | 1991. | 2001. | 2011. | 2021. |

| broj stanovnika | 879   | 963   | 1035  | 456   | 616   | 883   | 869   | 816   | 582   | 633   | 655   | 706   | 630   | 570   | 534   | 469   | 382   |
|                 | 1857. | 1869. | 1880. | 1890. | 1900. | 1910. | 1921. | 1931. | 1948. | 1953. | 1961. | 1971. | 1981. | 1991. | 2001. | 2011. | 2021. |

### Nacionalna pripadnost
| Popis stanovništva u Hrvatskoj 2011. godine. |                 |        |
| Narod | Broj stanovnika | %      |
| Hrvati | 3.150           | 91,76% |
| Albanci | 138             | 4,02%  |
| Crnogorci | 2               | 0,06%  |
| Česi | 8               | 0,23%  |
| Mađari | 57              | 1,65%  |
| Poljaci | 1               | 0,03%  |
| Romi | 1               | 0,03%  |
| Rumunji | 2               | 0,06%  |
| Slovenci | 2               | 0,06%  |
| Srbi | 45              | 1,31%  |
| Ostali1 | 7               | 0,20%  |
| Izjasnili se u smislu vjerske pripadnosti2 | 12              | 0,35%  |
| Ne izjašnjavaju se5 | 6               | 0,17%  |
| Nepoznato6 | 2               | 0,06%  |
| Ukupno | 3.433           | 100%   |
| 1Pripadnici naroda, koji ne pripadaju nacionalnim manjinama Hrvatske 2Izjašnjavanje popisnika kao Musliman grupirano je kao vjerska pripadnost 5Popisanici, koji se nisu željeli nacionalno izjasniti 6Popisanici, nepoznate nacionalne pripadnosti |                 |        |

### Materinji jezik
| Popis stanovništva u Hrvatskoj 2011. godine. |                 |        |
| Jezik                                        | Broj stanovnika | %      |
| Hrvatski                                     | 3.238           | 94,32% |
| Albanski                                     | 144             | 4,19%  |
| Bošnjački                                    | 7               | 0,20%  |
| Češki                                        | 1               | 0,03%  |
| Mađarski                                     | 14              | 0,41%  |
| Njemački                                     | 1               | 0,03%  |
| Poljski                                      | 1               | 0,03%  |
| Rumunjski                                    | 2               | 0,06%  |
| Slovenski                                    | 1               | 0,03%  |
| Srpski                                       | 8               | 0,23%  |
| Srpskohrvatski                               | 10              | 0,29%  |
| Nepoznato                                    | 6               | 0,17%  |
| Ukupno                                       | 3.433           | 100%   |
|                                              |                 |        |

### Religiozna pripadnost
| Popis stanovništva u Hrvatskoj 2011. godine. |                 |        |
| Religija                                     | Broj stanovnika | %      |
| Katolici                                     | 3.295           | 95,98% |
| Pravoslavci                                  | 70              | 2,04%  |
| Protestanti                                  | 1               | 0,03%  |
| Ostali kršćani                               | 10              | 0,29%  |
| Muslimani                                    | 12              | 0,35%  |
| Ostale religije, pokreti i svjetonazori      | 1               | 0,03%  |
| Agnostici i skeptici                         | 1               | 0,03%  |
| Nisu vjernici i ateisti                      | 23              | 0,67%  |
| Ne izjašnjavaju se                           | 17              | 0,5%   |
| Nepoznato                                    | 3               | 0,09%  |
| Ukupno                                       | 3.433           | 100%   |
|                                              |                 |        |

## Uprava
Sjedište općine je na Trgu Stjepana Radića 56. 
Dan općine je 20. travnja.
Načelnik: Darko Knežić.
Nova Rača je do 1871. godine bila središte jedne od satnija đurđevačke krajiške pukovnije. Nakon toga bila je sjedište upravne općine sve do kraja Drugoga svjetskoga rata. Načelnik općine Marko Mišir iz Orlovca ubijen je kao civil na Križnome putu od strane partizana 1945. godine. Poslije rata, osnovani su Narodni odbori Općina Nova Rača, Bulinac i Bedenik. Od 1963. do 1993. godine, sela s područja današnje Općine bila su u sastavu Općine Bjelovar. Od 1993. postoji sadašnja Općina Nova Rača. Od 1997. godine u njenom sastavu više nisu Severin i Orovac, koji su formirali novu Općinu Severin, a Općini Nova Rača pridružilo se selo Bedenik.

### Popis načelnika od 1993.
- Mato Burić HSS (1993. – 1997. i 2002. – 2003.)
- Marijan Šimunović HDZ (1997. – 2000.)
- Jure Ćurić HDZ (2000. – 2001.)
- Željko Sabolović HDZ (2003. – 2013.)
- Darko Knežić HSS (2013. -)

## Ime i grb
Ime Rača koriste se za ime općinskoga sjedišta više od 600 godina. Ne zna se točno značenje imena, ali se vjeruje da potječe od riječi "račva" (račvanje), a Nova Rača se stvarno nalazi na stjecištu, račvi puteva i vodotoka. U latinskom riječ „racha” znači radvajanje rijeka ili razdiobu, a na mađarskom “rács” znači rešetku ili mrežu.
Grb Općine Nova Rača ima oblik poluokruglog štita u kojemu se nalazi plava bordura s 12 zlatno-žutih šestorokrakih zvijezda. U srcu štita u zlatno- žutom polju nalazi se plava ovalna trokatna kula s ovalnim kupolastim krovom i malteškim križem na vrhu, te plavim polumjesecom ispod kule. Središnji štit predstavlja Novu Raču, a dvanaest zvijezda predstavlja dvanaest ostalih sela u općini. Zastava je plava sa žuto obrubljenim grbom u sredini. Svečana zastava je plavi gonfalon s tri trokutasto završavajuća repa obrubljen žutim i sa zlatnim kićankama.

## Povijest

### Prapovijest i antika
Područje Nove Rače naseljeno je oko 8000 godina u kontinuitetu i ima oko 80 povijesnih nalazišta najviše iz prapovijesti i srednjega vijeka što potvrđuju arheološke iskopine ostatka glinenog posuđa, oružja i alata.  Najstarije nalazište potječe iz starčevačke kulture prije 8000 godina, a ima nalaza i korenovske (4700. – 5300 g. pr. Kr.) i sopotske kulture (4500. – 4700. g. pr. Kr.) U Staroj Rači pronađene su fosilizirane kosti mamuta. Na ovim prostorima živjelo je pleme Panona te Iliri i Kelti. Panonsko-keltsko stanovništvo živjelo je i u vrijeme Rimskoga Carstva, kada prima dio rimske kulture. Pronađen je rimski novac te keramički i građevni materijal iz vremena Rimskoga Carstva. 

### Srednji vijek
U srednjem vijeku, postajale su gradine (utvrde) poput Orlovoga grada kraj današnjega Orlovca i utvrda u središtu današnje Nove Rače. Prema istraživanjima, u srednjem vijeku se prosječno živjelo samo oko 30-35 godina zbog pothranjenosti i bolesti. Ljudi su jeli: žitarice, povrće, sir, mlijeko i jaja te vrlo malo mesa. Neka sela imaju ista imena od srednjega vijeka do danas kao: Rača (Nova Rača), Međurača, Sasovac i Bedenik (prije se zvao Sveti Benedikt). Neobična su imena Stare i Nove Rače, jer je Nova Rača starija od Stare Rače i ima rijetke ostatke iz srednjega vijeka, a Stara Rača to nema.
Prvi pisani spomen Rače nalazi se u listini iz 1230. godine, objavljenoj u Kaloči u Mađarskoj, iz koje se može vidjeti da je Rača bila posjed biskupa Stjepana II. Naselje Nova Rača (Racha, Radcha, Ratcha) spominje se u povijesnim dokumentima 1245., kada je pripadala staroj župi Česma, koja je ukinuta u 14. stoljeću. Spominje se zatim u jednoj ispravi od 22. studenog 1469. te u ispravi od 8. veljače 1495.
U Novoj Rači, templari su sagradili crkvu Uznesenja Blažene Djevice Marije, 1312. Iz tog vremena, u crkvi je sačuvana gotička sakristija. Tada se utemeljuje i župa, koja se spominje još 1334. te 1501. Prostor crkve, spomenik je kulture prve kategorije, jer su u njemu pronađeni arheološki ostaci prapovijesnih kultura.  
U vlasništvu templara, Rača je bila do 1312. godine, kada je taj crkveni red ukinut. Dana, 26. travnja 1245. godine, ugarsko-hrvatski kralj Bela IV. poklonio je knezu Hudini posjed Međuraču, jer se hrabro borio protiv Mongola 1242. godine. Vitezovi ivanovci su naslijedili Novu Raču od templara te su dovršili crkvu, koju su započeli graditi templari. Kasnije Rača prelazi u ruke svjetovnih velikaša i plemića. 
U srednjem vijeku, bila je trgovište, koje je kralj Žigmund prije 1396. založio banu Mikcu Prodaviću. Nakon njegove smrti, Novu Raču posjeduje Uršula Bebek. Dio vlastelinstva je kasnije pripalo i Ivanu Hudini, kao kraljevski dar. Postaje vlasništvo iločkih velikaša 1457. Račansko vlastelinstvo prostiralo se na jug do Čazme i Stare Ploščice, a na jugoistoku do Velikog Grđevca. 
Nakon smrti Lovre Iločkoga, do posjeda u Rači dolazi Ladislav Mor, brata pečujskoga biskupa Filipa. Ladislav je bio zloglasan, jer je iz koristi, dao ubiti čak i svoju prvu suprugu te sestru. Turci su 1542. zarobili Ladislava Mora u gradu Ružici kod Orahovice i odveli ga u Istanbul, gdje se preobratio na islam, a njegov sin postao je turski paša (admiral). Za vrijeme Mora, Raču je posjetio ban Hrvatske i Slavonije Franjo Batthyány. 

### Od 16. do 20. stoljeća
Provale Turaka događale su se od 1540. do 1544., kada su Ulama-beg, Veli-beg i Murat-beg s 7000 pješaka i 4000 konjanika zauzeli Međuraču. Narod je pobjegao iz Rače i sam zapalio kulu. Područje je postalo nenastanjeno i granični prostor između Hrvatske i Osmanskoga Carstva. Nikola Ožegović sukobio se s Turcima kod kule u Rači 1586. godine. Turci su protjerani s ovih prostora 1684. godina, a u međuvremenu je u Rači bila karantena za stoku, kojom se trgovalo između Turaka i Hrvata, što je zametak stočnih sajmova u Novoj Rači. 
U vrijeme Vojne krajine bila je tvrđavica za obranu od Turaka, što je zabilježeno i na Glavačevoj zemljopisnoj karti Hrvatske iz 1673. Mještani su imali obavezu ići u rat od 18. do 60. godine po potrebi, za uzvrat su dobivali zemlju za poljoprivredu. 
Novu je Raču posjetio zagrebački biskup Maksimilijan Vrhovac 1805. godine, kada je i posvetio obnovljenu župnu crkvu. U Novoj Rači je 1. svibnja 1819. godine rođen Ivan Vitez Trnski, kao sin krajiškoga učitelja. Bio je jedan od najvažnijih hrvatskih književnika 19. stoljeća, prevoditelj, političar, župan i pukovnik. Prvi je predsjednik Društva hrvatskih književnika i počasni građanin grada Zagreba. Bio je i predsjednik Matice hrvatske 1901. godine. Pomogao je pri osnutku Matičina časopisa Vijenca kojemu daje i ime te 1869. godine u njegovom prvom broju objavljuje pjesmu Pjesma uz vienac.
Austrijski car Franjo Josip I. posjetio je Novu Raču i Drljanovac te Bjelovar, 12. rujna 1888. godine. Povod su bile vojne vježbe na području Rače i Drljanovca. U carevoj pratnji bio je i prijestolonasljednik Rudolf i nadvojvode Willim, Joseph i Otto. 
U Novoj Rači djelovala je šumarija Imovne općine đurđevačke od oko 1875. godine do 1947. godine. Prva poznata trgovina otvorena je 1. srpnja 1876. godine pod imenom "Isidor Dobrović trgovina mješovitom robom u Rači". Oko 1880., Nova Rača imala je poštu i telegraf. Narodna čitaonica otvorena je 1885. godine te postoji i danas kao knjižnica, a od tada postoji i KUD "Ivan Vitez Trnski" Nova Rača. Kasnije je osnovan i KUD Međurača, koji postoji i danas. 

### 20. stoljeće
Stjepan Radić održao je govor u Novoj Rači 1904. godine, a 1938. godine podignuta mu je bista u parku kraj crkve u Novoj Rači, rad poznatoga kipara Antuna Augustinčića. Nova Rača je slovila kao "tvrđava" Hrvatske seljačke stranke. U Novoj Rači je 18. svibnja 1907. rođen Tošo Dabac, jedan od najplodnijih i najutjecajnijih autora hrvatske umjetničke fotografije.
Dionica željezničke pruge Bjelovar – Garešnica/Grubišno Polje od Bjelovara do Velike Pisanice otvorena je 21. prosinca 1912. godine sa željezničkom stanicom u Bulincu. Predstavnik koncesionara i jedan od vodećih financijera pruge Lavoslav Singer rođen je u Bulincu i njegovom zaslugom u Bulincu je bilo stanica. Pruga je ukinuta za putnički promet 1968. godine, zbog neisplativosti i puno većeg korištenja cestovnoga prometa. Načelnik općine Stjepan Bjelovarac dao je zasaditi lipe u središnjem parku u Novoj Rači 1925. godine povodom 1000. godišnjice Hrvatskoga kraljevstva. Telefonska mreža došla je 1920. godine. Margita Somogji iz Bedenika izabrana je prvu miss Bjelovara 1928. godine.
Za vrijeme NDH-a, u Novoj Rači bila je žandarmerijska postaja. Iz Bedenika bio je jedan od vodećih komunista bjelovarskoga kraja Šandor Kiraly Pišta, koji je završio u logorima Danica i Jasenovac. Male grupe partizana u ilegali radile su napade na gospodarske objekte pa su spalili željezničku stanicu u Bulincu te opljačkali mlinove u Novoj Rači i Sasovcu, gdje su ukrali tone brašna. Najveći sukobi između ustaša i partizana vodili su se za selo Bulinac, koje je imalo najveći strateški položaj. Prva veća bitka bila je kod Dautana, Stare Rače i Severina 17. lipnja 1944. godine. Početkom svibnja 1945. godine, područje Općine Nova Rača postalo je oslobođeno od okupacijskih sila. Nakon rata, u Bulincu je podignut veći spomenik poginulim pripadnicima Narodnooslobodilačke vojske i partizanskih odreda Jugoslavije, koji su bili većinom iz Vojvodine. Za vrijeme Drugog svjetskog rata poginulo je 117 stanovnika Općine, a 70 neposredno nakon rata, od kojih neki i na Križnome putu.
Nogometni klub "Trnski" obnovio je rad već 1945. godine. Komunističke su vlasti nacionalizirale veća imanja i osnovane su seljačke poljoprivredne zadruge, koje su do sredine 1950.-ih uglavnom prestale postojati. Dio se stanovništva zbog teškoga života odselio u zapadnu Europu pa je broj stanovnika postepeno padao. Pozitivan primjer je tvornica opruga »Fenor« ("FEderi NOva Rača"), koja je bila jedina takva tvornica u bivšoj Jugoslaviji. Na vrhuncu je zapošljavala preko 500 radnika i proizvodila oko 6000 raznih vrsta opruga. U njoj se posebno istaknuo Slavko Šantalab. Tvornica je propala nakon osamostaljenja Hrvatske. Trgovačko poduzeće "Bilo" nastalo je 1956. godine i imalo je 10 trgovina. Kasnije se pripojilo bjelovarskom "Univerzalu".
Zdravko Ceraj iz Stare Rače osvajač je srebrne i brončane medalje u atletici na Mediteranskim igrama u Aleksandriji u Egiptu 1951. godine, a nastupio je i na Olimpijskim igrama u Helsinkiju 1952. godine.
U Novoj Rači, održana je prva aukcijska prodaja krava u Hrvatskoj 27. siječnja 1976. Zgrada Osnovne škole "Ivan Vitez Trnski" otvorena je 30. rujna 1978. godine. 
Godine 1982. i 1986., Folklorni ansambl iz Clevelanda u SAD-u posjetio je Novu Raču, jer je njihov predsjednik Marko Šarić, rođen u Drljanovcu kraj Nove Rače.

### U samostalnoj Hrvatskoj
Sve do kraja 1992. godine, područje Općine Nova Rača bilo je u sastavu Općine Bjelovar, a od onda je utemeljena Općina Nova Rača. Prvi načelnik Općine bio je Mato Burić. Za vrijeme Domovinskoga rata poginulo je 13 mještana, od toga 6 u borbi: Igor Stipić u Kusonjama, Božidar Vlahović u Bairu, Marijan Vučinić u Pakracu, Josip Grahovac i Draško Pavić u Komletincima, a Dalibor Milošević u Vučilovcu. Podignut im je spomenik u parku kraj crkve u Novoj Rači. Oko 250 stanovnika Općine sudjelovali su kao hrvatski branitelji, najviše u sastavu bjelovarske 105. brigade ZNG-a, u 2. satniji, kojoj je bio zapovjednik Stevo Remenarić. Južno od Nove Rače bilo je uzletište za poljoprivredne zrakoplove, koje je raketirala JNA 3. siječnja 1992. godine, a osim toga nije bilo drugih oružanih sukoba za vrijeme Domovinskoga rata na područja Općine.
Tadašnji predsjednik Republike Hrvatske Stjepan Mesić službeno je posjetio Novu Raču 2005. godine.
Osnutkom Bjelovarsko-križevačke biskupije 5. prosinca 2009., mons. Vjekoslav Huzjak odlučio je za svoju biskupiju, župnu crkvu u Novoj Rači proglasiti Marijanskim svetištem. Proštenja u Svetištu vezana su uz marijanske blagdane, a glavna proštenja su za Veliku i Malu Gospu, 15. kolovoza i 8. rujna, kada se okuplja velik broj vjernika i hodočasnika.

## Gospodarstvo
Najvažnija gospodarska grana je poljoprivreda, ponajviše stočarstvo i ratarstvo. Gotovo da nema šuma i vinograda. Prema Poljoprivrednom popisu RH iz 2003. godine na području Općine uzgajalo se:  9664 svinja, 5492 krava, 2226 ovaca, 265 koza, 1352 kunića, 31031 peradi i 32 konja te je bilo 274 pčelarskih košnica. 
Razvijen je vjerski turizam za vrijeme blagdana Velike i Male Gospe (lokalni nazivi: Velika i Mala Maša), kada je Nova Rača najposjećenije mjesto u županiji. Uz vjerske sadržaje, tada se održavaju i sajmovi te kulturno-zabavni program. Nova Rača ima dugu tradiciju sajmovanja i uz Bjelovar, stoljećima je najvažnije sajmište u Bjelovarsko-bilogorskoj županiji. Kroz povijest bili su razvijeni obrti, koji su bili potrebni mještanima poput kolara, krojača, mlinara, stolara i sl. 
Najveće i najuspješnije poduzeće u Novoj Rači bio je "Fenor" – tvornica opruga, koji je počeo poslovao nakon Drugog svjetskog rata i djelovao je do kraja 1990.-ih. Fenor je imao suradnju s češkim tvornicama "Perovna" i " Brezova". U najboljim danima u 1980.-ima bilo je zaposleno preko 550 radnika i proizvodilo se 12 000 opruga po satu. 
U Novoj Rači postoji zračno pristanište, koja je dugačko 600 metara i asfaltirano je. Njime upravlja Aeroklub Nova Rača i može se koristiti bez naknade. JNA je zrakoplovom MIG-21 raketirala pistu 3. siječnja 1992. godine. Pogodile su je dvije rakete. Zračno pristanište danas nema popratnu infrastrukturu. Koristilo se za poljoprivredne zrakoplove, koji su po potrebi zaprašivali polja protiv štetnih kukaca. 

## Poznate osobe
- Imbro Mirko Antolić, prosvjetni djelatnik i pedagoški pisac
- Zdravko Ceraj, nogometaš, atletičar, planinar, osvajač je srebrne i brončane medalje na Mediteranskim igrama u Aleksandriji 1951. godine, nastupio na Olimpijskim igrama 1952.
- Tošo Dabac, jedan od najpoznatijih hrvatskih fotografa
- Vlatko Dabac, leksikograf i ing. elektrostojarstva
- Stjepan Đanić, svećenik i prevoditelj
- Josip Đurkovečki, župnik i pjesnik
- Zora Habaht, glumica i scenografkinja
- Đuro Jakšeković, arheolog
- Stjepan Jungvirth, novinar i politolog
- Miroslav Mrkobrad, novinar i politolog
- Vladimir Kirin, doktor matematičkih znanosti
- Josip Kopjar, katolički svećenik
- Stjepan Kožul, mons. dr., kanonik Zagrebačke biskupije, pisac
- Josip Kurtak, političar, profesor, književnik, bivši gradonačelnik Bjelovara
- Josip Pavlović, akademski slikar
- Milan Pavlović, akademski slikar, ravnatelj muzeja
- Juraj Piškorić, liječnik
- Lavoslav Singer, industrijalac
- Ivan Vitez Trnski, političar, književnik, župan, prvi predsjednik Društva hrvatskih književnika, počasni građanin grada Zagreba
- Darko Venturini, arhitekt i publicist

## Spomenici i znamenitosti
Crkva Uznesenja Blažene Djevice Marije u Novoj Rači potječe iz 1312. godine, kada su je sagradili templari. Iz tog vremena u crkvi je sačuvana gotička sakristija. Prostor crkve spomenik je kulture prve kategorije, jer su u njemu pronađeni arheološki ostaci prapovijesnih kultura. U župnoj crkvi Uznesenja Blažene Djevice Marije vidljivi su ostaci gotike iz predturskog razdoblja. Na tornju i kuli vidljive su puškarnice, a zvonik završava baroknom kapom. Obnovljena je 1782. godine, a posvetio ju je zagrebački biskup Maksimilijan Vrhovac 1805. godine. Orgulje su izvanredno djelo visokog baroka i idu u red najznačajnijih ostvarenja u Hrvatskoj. Prema vizitacijama potječu iz 1753. godine. Mehaničkog su sustava s 11 registara i s drvenim apstraktima. Osnutkom Bjelovarsko-križevačke biskupije postala je biskupijskim marijanskim svetištem.
Crkva sv. Katarine u Nevincu sagrađena je 1890. godine, na mjestu stare istoimene crkve. Glavni oltar iz 1891. godine, sagrađen je po nacrtima poznatoga arhitekta Hermanna Bolléa. Po legendi, selo Nevinac dobilo je ime po plemićkoj obitelji Nyven. Posljednji potomak obitelj Katarina umrla je mlada pa je njoj u čast crkva nazvana po sv. Katarini Aleksandrijskoj.
- Kapela sv. Ćirila i Metoda u Bulincu
- Kapela sv. Florijana u Dautanu
- Kapela Duha Svetoga u Kozarevcu Račanskom
- Kapela sv. Ilije u Međurači
- Kapela Majke Božje Lurdske u Orlovcu
- Kapela Presvetog Trojstva u Sasovcu
- Kapela sv. Vida u Slovinskoj Kovačici
- Pravoslavna crkva Preobraženja Hristova u Bedeniku
- Spomenik Stjepanu Radiću u Novoj Rači
- Spomenik hrvatskim braniteljima Domovinskoga rata u parku u Novoj Rači
- Spomenik poginulim antifašistima u Bulincu
- Spomenik poginulim antifašistima u parku u Novoj Rači
- Spomen obilježje poginulima u Prvom svjetskom ratu u Međurači
- Spomen obilježje poginulima u Drugom svjetskom ratu u Slovinskoj Kovačici

## Obrazovanje
U Novoj se Rači vrlo rano pojavljuje osnovno školstvo. U njoj su 1798. radile njemačka trivijalna škola do 1868. i općinska narodna škola. I u drugim se naseljima otvaraju pučke škole: u Severinu 1829., u Orlovcu 1830., u Nevincu 1830., u Međurači 1899., u Sasovcu 1931., u Slovinskoj Kovačici 1934. Škola u Novoj Rači imala je i pouku iz ratarstva i vrtlarstva. Godine 1882. uvodi se tjelovježba. Od 1. rujna 1954. škola postaje narodna osmogodišnja škola. Od 1973. do 1978. gradi se nova škola, koja se otvara 30. rujna 1978. Osnovna škola Ivana Viteza Trnskog Nova Rača, danas ima područne škole u selima: Slovinska Kovačica, Sasovac, Međurača i Bulinac. 
U sklopu škole djeluju radioamateri i raketari. Također djeluje i ŠŠD "NOVA RAČA". U okviru ovog društva rade sekcije malonogometna za učenike od petog do osmog razreda, dvije stolnoteniske sekcije za učenice i učenike od petog do osmog razreda. Od ove školske godine 2008./2009. radi i malonogometna sekcija za učenice.

## Šport i rekreacija
Godine 1946. osnovano je sportsko društvo Trnski s nogometnom, kuglačkom i šahovskom sekcijom. 
- NK Trnski Nova Rača, nogometni klub iz 1930. godine, ima nogometno igralište "Domagoj Novak" nazvano po igraču koji je poginuo na igralištu od udara groma 9. lipnja 2013. godine. Za klub su od poznatijih igrača igrali: Ivan Bedi (NK Dinamo), Marin Lalić (NK Hajduk, NK Zagreb, FC Paços de Ferreira (Portugal)), Stjepan Lončarević (NK Slaven Belupo, NK Mladost 127).
- Moto Classic Klub Nova Rača, osnovan 2001. godine – Prvaci Hrvatske u brzinskim oldtimer moto utrkama 2004. Organizira memorijal Marijan Krmpotić s utrkama prikolica, skutera i supermoto.
- Aeroklub Nova Rača, osnovan 2006. godine, ima zrakoplovno pristanište, bavi se modelarstvom, maketarstvom i zrakoplovno tehničkom kulturom.
- ŠŠD (šahovsko-školsko društvo) "Nova Rača"
- Športsko ribolovno društvo “Štuka” Nova Rača, osnovano je 1958. god., gospodari s oko 1,3 ha vodene površine koju poribljava najviše šaranom i  amurom, te štukom, somom i smuđem, koji su uhvaćeni kao kapitalni primjerci.
- Športsko ribolovno društvo „Šaran“ Bedenik, osnovano je davne 1967. godine, umjetno jezero (ribnjak) površine 1,9 ha sastoji se od dva manja i jednog većeg jezera.[21]
- Športsko ribolovno društvo „Šaran“ Drljanovac, osnovano je 2001. godine i ima ribnjak od 0,16 ha.
- Lovačko društvo "Srna" Nova Rača, osnovano je 20. travnja 1946. godine, ima lovački dom građen 1970.-ih, obnovljen 2010.-ih.
- Lovačko društvo "Gaj" Dautan, osnovano je 1983., lovački dom u Staroj Rači izgrađen 2009. godine.
- Udruga uzgajivača hrvatskog posavca "Bjelovar" Stara Rača
- Konjički klub "Classic" Nova Rača, osnovan je 15. lipnja 2011. godine, bavi se uzgojem hrvatskih sportskih konja, preponskim jahanjem i dresurom.